# پایگاه هوایی وزژایفکا
 پایگاه هوایی وزژایفکا  (به انگلیسی: Vozzhayevka)  یک فرودگاه نظامی   است که یک باند فرود بتن دارد و طول باند آن ۲۵۰۰ متر است. این فرودگاه در  کشور روسیه قرار دارد و در ارتفاع ۲۲۵ متری از سطح دریا واقع شده است.